# École de management de Normandie
École de management de Normandie és una escola de negocis europea amb seus a París, Le Havre, Caen, Dublín i Oxford. Va ser fundada el 1871. EM Normandie se situa entre les escoles de negocis més ben valorades del món: el 2019 va ocupar la vuitena posició a la llista de les millors escoles de negocis europees publicada pel Financial Times. EM Normandie imparteix també un programa de doctorat i diferents programes de màster d'administració especialitzats en màrqueting, finances, emprenedoria i altres disciplines. Els programes de l'escola compten amb una triple acreditació, a càrrec dels organismes EPAS, EQUIS i AACSB. Per l'escola hi han passat més de 18.500 estudiants que després han ocupat llocs de responsabilitat en el món dels negocis i la política, com ara Patrick Bourdet (CEO d'Areva Med) i Frédéric Daruty de Grandpré (CEO 20 Minutes).